# Zagor protiv Zagora
Zagor protiv Zagora je epizoda stripa Zagor, objavljena u bivšoj Jugoslaviji 1979. u okviru Zlatne serije #475. Ovo je repriza epizode LMS42 iz 1971. godine pod nazivom Zagonetni dvojnik. Za detalje pogledati ovde. Epizoda je kasnije reprizirana u novoj Zlatnoj seriji #38, koja je izašla 2022. godine pod istoimenim nazivom. Za detalje pogledati ovde.